# Nagajbak járás
A Nagajbak járás (oroszul Нагайбакский район) Oroszország egyik járása a Cseljabinszki területen. Székhelye Fersampenuaz.

## Népesség
- 1989-ben 25 959 lakosa volt.
- 2002-ben 24 310 lakosa volt, melyből 10 239 orosz, 7394 nagajbak, 3445 kazah, 1240 tatár, 655 mordvin, 361 ukrán, 335 baskír, 209 fehérorosz, 111 azeri stb.
- 2010-ben 20 927 lakosa volt, melyből 9431 orosz, 6127 nagajbak, 2839 kazah, 862 tatár, 545 mordvin, 281 baskír, 229 ukrán, 141 fehérorosz stb.